# Жильбер Рі
Жильбер Рі (фр. Gilbert Rey, нар. 10 жовтня 1930, Каруж) — швейцарський футболіст, що грав на позиції півзахисника, зокрема за «Янг Бойз», а також національну збірну Швейцарії.

## Клубна кар'єра
У дорослому футболі дебютував 1949 року виступами за команду «Беллінцона», в якій провів два сезони. 
Згодом протягом 1954—1956 років захищав кольори клубу «Лозанна», після чого перейшов до «Янг Бойз». Відіграв за бернську команду наступні п'ять сезонів своєї ігрової кар'єри. Протягом 1957–1960 років чотири рази поспіль виборював титул чемпіона Швейцарії. 1958 року також ставав володарем Кубка країни.
Завершував ігрову кар'єру у «Лозанні», за яку вже виступав раніше. Повернувся до неї 1961 року, захищав її кольори до припинення виступів на професійному рівні у 1963. 1962 року удруге в кар'єрі став володарем національного кубка.

## Виступи за збірну
1955 року дебютував в офіційних матчах у складі національної збірної Швейцарії. Загалом протягом шести років провів у її формі 6 матчів, забивши 1 гол.
1962 року досвідчений півзахисник був включений до заявки збірної на тогорічний чемпіонат світу в Чилі, де був резервним гравцем і на поле не виходив.

## Титули і досягнення
- Чемпіон Швейцарії (4):

«Янг Бойз»: 1956-1957, 1957-1958, 1958-1959, 1959-1960
- Володар Кубка Швейцарії (2):

«Янг Бойз»: 1957-1958
«Лозанна»: 1961-1962